# おびわんっ!
『おびわんっ!』は、2023年4月10日から2024年3月29日まで日本海テレビで平日夕方に山陰ローカルで放送されていた情報番組。

## 概要
日本海テレビ初の試みとして、平日の夕方に山陰ゆかりの人たちが独自の視点で話題の出来事を語り合う井戸端情報番組として、ゆーき（月曜・火曜）・TADA（水曜 - 金曜）をメインMCに据えてこの番組をスタートさせた。
2024年現在、山陰エリア唯一の平日の夕方帯情報番組だった。
番組終了後には「日本海テレビアプリ」、番組公式ウェブサイトおよびYouTubeで24時間限定で見逃し配信されている（権利関係などの事情で、一部のコーナーは音声のみの配信（映像には「権利映像のためお見せできません」をかぶせている。）となったり、カットされることがある。）。
年末年始やお盆、ゴールデンウィーク、祝日には放送を休止する。この場合、『ニュースevery日本海』の番組タイトルで『news every.・第1部』を臨時で同時フルネットする。また左記以外でも特別番組を放送する場合は番組を休止。また「全国高等学校サッカー選手権大会」など週末に放送エリア地域で行われる大規模なスポーツイベントを中継する場合も、スタッフ確保のため番組を休止する。
2023年9月14日に放送100回、2024年3月4日に放送200回を達成した。
2024年2月17日・18日には米子コンベンションセンター BiG SHiP（鳥取県米子市）で『オンガクお嬢FES.』と『おびわんっ!マルシェ』が開催された。これまで、日本海テレビでは『オンガクお嬢LIVE』（2022年1月20日）、『オンガクお嬢LIVE2023』（2023年1月27日）を開催していたが、アーティストの移動の利便性を考慮し、山陰地方ではなく東京都内での開催となっていた。今回は日本海テレビで『オンガクお嬢Remix』（日曜 0:55 - 1:25（土曜深夜））、エフエム山陰で『中尾真亜理の月刊FMお嬢』（毎月最終火曜 21:00 - 22:00）が放送されていることから、日本海テレビ・エフエム山陰主催となり、東京スカパラダイスオーケストラのギター担当である加藤隆志の「山陰地方でロックフェスを行いたい」という考えを実現する形で、初の山陰地方での開催となった。また、食のイベントである『おびわんっ!マルシェ』も同時に開催された。
2024年3月29日をもって放送を終了。最終回は15:50～16:50の1時間スペシャルで放送した。

## 出演者
- アシスタントは、日本海テレビアナウンサー（出演当時の者を含む）。
- 天気キャスターは、気象予報士が担当。
- ニュースコーナーはシフト勤務で、原則として同日の『NNNストレイトニュース』内でのローカル枠も兼務（異なる場合もある）。
- ■の色は氏名テロップのカラーを示す。（2023年4月10日 - ）

### 現在
| 月曜日                                                                                          | 火曜日 | 水曜日 | 木曜日 | 金曜日 |
| MC                                                                                              | MC | MC | MC | MC |
| ----------------------------------------------------------------------------------------------- | --- | --- | --- | --- |
| ゆーき■（マジシャン・ラジオパーソナリティ・保育士）                                             | ゆーき■（マジシャン・ラジオパーソナリティ・保育士） | TADA■（即興書家・ラジオパーソナリティ） | TADA■（即興書家・ラジオパーソナリティ） | TADA■（即興書家・ラジオパーソナリティ） |
| ゲスト                                                                                          | | | | |
| 川口和久■（元プロ野球選手（投手）・コーチ、解説者・タレント） 江原朋美■（整理収納アドバイザー） | 渡世唱子■（イベント仕掛け人・山陰三ッ星マーケット代表） イチロック■（SPARK!!SOUND!!SHOW!!（ドラマー）） HIBARI■（プラスサイズモデル） 川上康祐■（日本貿易振興機構 (JETRO) 鳥取所長） 稲田茂■（元エフエム山陰アナウンサー、日野高校魅力向上コーディネーター） 市谷沙織■（麒麟のまち観光局、元とっとり観光親善大使、料理家） 別府克彦■（サウンドクリエーター） 立岡ほたる■（車いすバスケットボール女子日本代表） 佐伯諒子■（元とっとり観光親善大使、モデル） くろさわかな■（SNSインフルエンサー） 川口覚■（俳優）■ | 醍醐靖幸■（雲樹寺住職） 佐伯諒子■（元とっとり観光親善大使、モデル） 江原朋美■（整理収納アドバイザー） 稲田茂■（元エフエム山陰アナウンサー、日野高校魅力向上コーディネーター） | 倉本まりな■（とっとり観光親善大使） RINA■（元しまね観光大使・シンガーソングライター） 六代目桂文吾■（落語家） 稲田茂■（元エフエム山陰アナウンサー、日野高校魅力向上コーディネーター） 立岡ほたる■（車いすバスケットボール女子日本代表） 川上康祐■（日本貿易振興機構 (JETRO) 鳥取所長） イチロック■（SPARK!!SOUND!!SHOW!!（ドラマー）） 佐伯諒子■（元とっとり観光親善大使、モデル） 市谷沙織■（麒麟のまち観光局、元とっとり観光親善大使、料理家） | 川口覚■（俳優）■ 川上康祐■（日本貿易振興機構 (JETRO) 鳥取所長） 市谷沙織■（麒麟のまち観光局、元とっとり観光親善大使、料理家） 佐伯諒子■（元とっとり観光親善大使、モデル） 江原朋美■（整理収納アドバイザー） 六代目桂文吾■（落語家） くろさわかな■（SNSインフルエンサー） |
| アシスタント                                                                                    | | | | |
| 福谷貞夫■                                                                                       | 福谷貞夫■ | 三浦康暉■ | 左右田禎子■ 岩本泰平■ | 中尾真亜理■ |
| 曜日別コーナー担当                                                                              | | | | |
| 定常菜都子■（日本海テレビディレクター兼アナウンサー）                                           | | | | |
| （不在）                                                                                        | （不在） | （不在） | （不在） | 宇賀神真紀子■（愛称：うがちゃん。ANA客室乗務員 兼 日本海テレビ広報（na-naライター）） 長谷川樹生■（モデル） HIJIRI■（タレント） つぐひと■（モデル） megumi■（モデル） NAKABA■（タレント） Mai■（モデル） akari■（モデル） ai■（モデル） 倉本まりな■（とっとり観光親善大使） リオ■（モデル） RINA■（元しまね観光大使・シンガーソングライター） 橋本紗也加■（モデル） 明日華すず■（タレント） RITSU■（タレント） 中尾真亜理■（お嬢。日本海テレビアナウンサー） |
| ニュースコーナー                                                                                | | | | |
| （シフト勤務）■                                                                                 | | | | |
| ワンポイント気象情報                                                                            | | | | |
| 町田朱理■（オフィス気象キャスター所属。気象予報士・防災士）                                     | | | | |

#### 代役について
- 川口和久：醍醐靖幸、稲田茂[43][44][45][46]、渡世唱子[47]、佐伯諒子、別府克彦
- 山本：六代目桂文吾[48][49]、佐伯諒子、江原朋美
- 醍醐：佐伯諒子、江原朋美
- RINA：江原朋美[50]
- 今中：江原朋美[51][52]、川上康祐、佐伯諒子、六代目桂文吾、市谷沙織
- 川口覚：佐伯諒子[53][54][55]、稲田茂[56][57]、市谷沙織[58]
- 福谷：中尾真亜理[59][60]、三浦康暉
- 中尾、三浦、左右田：福谷貞夫、岩本泰平
- 中尾：左右田禎子、岩本泰平
- 三浦：中尾真亜理、左右田禎子、岩本泰平
- 左右田：岩本泰平
- 左右田、岩本：中尾真亜理
- 町田：アシスタント（福谷貞夫、中尾真亜理、三浦康暉、左右田禎子、岩本泰平）が兼務。
  - 町田が休暇を取り休演する場合は、代役は置かず、アシスタントが兼務する。

### 過去
| 期間                                                                                          | 期間       | MC         | MC          | ゲスト            | ゲスト | ゲスト                               | ゲスト                                                                                        | ゲスト                                                                     | アシスタント | アシスタント                   | アシスタント                   | アシスタント                   | ワンポイント気象情報 |
| 期間                                                                                          | 期間       | 月曜・火曜 | 水曜 - 金曜 | 月曜              | 火曜 | 水曜                                 | 木曜                                                                                          | 金曜                                                                       | 月曜・火曜   | 水曜                           | 木曜                           | 金曜                           | ワンポイント気象情報 |
| --------------------------------------------------------------------------------------------- | ---------- | ---------- | ----------- | ----------------- | --- | ------------------------------------ | --------------------------------------------------------------------------------------------- | -------------------------------------------------------------------------- | ------------ | ------------------------------ | ------------------------------ | ------------------------------ | -------------------- |
| 2023.4.10                                                                                     | 2023.9.1   | ゆーき     | TADA        | 川口和久 江原朋美 | 山本暁子 川口覚 イチロック1                                                                                    | 渡世唱子 醍醐靖幸                    | 倉本まりな RINA                                                                               | 今中美栄 川口覚                                                            | 福谷貞夫4    | 中尾真亜理 三浦康暉 左右田禎子 | 中尾真亜理 三浦康暉 左右田禎子 | 中尾真亜理 三浦康暉 左右田禎子 | 町田朱理4            |
| 2023.9.4                                                                                      | 2023.10.27 | ゆーき     | TADA        | 川口和久 江原朋美 | 渡世唱子 イチロック1 HIBARI3 川上康祐3 稲田茂3 市谷沙織3 別府克彦3 立岡ほたる3 佐伯諒子3 くろさわかな3 川口覚3 | 山本暁子 醍醐靖幸                    | 倉本まりな RINA                                                                               | 今中美栄 川口覚                                                            | 福谷貞夫4    | 三浦康暉                       | 左右田禎子 岩本泰平            | 中尾真亜理                     | 町田朱理4            |
| 2023.10.30                                                                                    | 2023.12.22 | ゆーき     | TADA        | 川口和久 江原朋美 | 渡世唱子 イチロック1 HIBARI3 川上康祐3 稲田茂3 市谷沙織3 別府克彦3 立岡ほたる3 佐伯諒子3 くろさわかな3 川口覚3 | 山本暁子 醍醐靖幸                    | 倉本まりな2 RINA2 六代目桂文吾3 稲田茂3 立岡ほたる3 川上康祐3 イチロック1 佐伯諒子3 市谷沙織3 | 今中美栄 川口覚                                                            | 福谷貞夫4    | 三浦康暉                       | 左右田禎子 岩本泰平            | 中尾真亜理                     | 町田朱理4            |
| 2024.01.09                                                                                    | 2024.02.16 | ゆーき     | TADA        | 川口和久 江原朋美 | 渡世唱子 イチロック1 HIBARI3 川上康祐3 稲田茂3 市谷沙織3 別府克彦3 立岡ほたる3 佐伯諒子3 くろさわかな3 川口覚3 | 山本暁子 醍醐靖幸                    | 倉本まりな2 RINA2 六代目桂文吾3 稲田茂3 立岡ほたる3 川上康祐3 イチロック1 佐伯諒子3 市谷沙織3 | 川口覚 川上康祐3 市谷沙織3 佐伯諒子3 江原朋美3 六代目桂文吾3 くろさわかな3 | 福谷貞夫4    | 三浦康暉                       | 左右田禎子 岩本泰平            | 中尾真亜理                     | 町田朱理4            |
| 2024.02.19                                                                                    | 2024.03.29 | ゆーき     | TADA        | 川口和久 江原朋美 | 渡世唱子 イチロック1 HIBARI3 川上康祐3 稲田茂3 市谷沙織3 別府克彦3 立岡ほたる3 佐伯諒子3 くろさわかな3 川口覚3 | 醍醐靖幸 佐伯諒子3 江原朋美3 稲田茂3 | 倉本まりな2 RINA2 六代目桂文吾3 稲田茂3 立岡ほたる3 川上康祐3 イチロック1 佐伯諒子3 市谷沙織3 | 川口覚 川上康祐3 市谷沙織3 佐伯諒子3 江原朋美3 六代目桂文吾3 くろさわかな3 | 福谷貞夫4    | 三浦康暉                       | 左右田禎子 岩本泰平            | 中尾真亜理                     | 町田朱理4            |
| - 1 月1回出演。 - 2 隔週交代で出演。 - 3 週替わりで出演。 - 4 『ニュースevery日本海』を兼務。 |            |            |             |                   | |                                      |                                                                                               |                                                                            |              |                                |                                |                                |                      |

- 山本は出演当時ITエンジニア・猟師。
- 今中は出演当時島根県立大学看護栄養学部健康栄養学科教授。

## 主なコーナー
| 時刻    | コーナー                        | コーナー                        | 備考 |
| ------- | ------------------------------- | ------------------------------- | --- |
| 16:20   | オープニング                    | オープニング                    | 「おびバラ」枠からステブレレスで接続。 |
| 16:22頃 | 金曜                            | 中継 おじゃまします             | 中尾、ANA・日本海テレビ所属のCA（宇賀神）、木曜ゲスト（倉本・RINA）、これからブレイクしそうなローカルタレントが各地の情報を生中継で紹介する。 |
| 16:22頃 | 月曜 - 木曜                     | 話題のピックアップ              | 今朝の朝刊から気になる話題をピックアップして紹介する。                                                                                        |
| 16:24頃 | 金曜                            | 話題のピックアップ              | 今朝の朝刊から気になる話題をピックアップして紹介する。                                                                                        |
| 16:30頃 | 月曜                            | ゆーきニナル?                   | 前週放送した『ニュースevery日本海』で放送された内容のうち1本を取り上げて紹介する。                                                            |
| 16:30頃 | 火曜                            | 350キロリポート                 | 山陰地方の各ケーブルテレビ局とのタイアップ企画で、各地のイベントや行事などを紹介する。                                                        |
| 16:30頃 | 水曜                            | さだつねの品サダめ              | 定常が雑貨店やホームセンターなどから仕入れた売れ筋商品の情報をランキング形式で紹介する。                                                      |
| 16:30頃 | 隔週木曜                        | わかるよ。タダね                | 視聴者からの悩みなどをTADAが解決する。 |
| 16:30頃 | 隔週木曜                        | お買い得!今夜のメニュー品サダめ | 定常がスーパーマーケットからお買い得情報を生中継で紹介する。                                                                                  |
| 16:30頃 | 金曜                            | 中継 おじゃまします             | 中尾、ANA・日本海テレビ所属のCA（宇賀神）、木曜ゲスト（倉本・RINA）、これからブレイクしそうなローカルタレントが各地の情報を生中継で紹介する。 |
| 16:35頃 | 火曜                            | ニュースコーナー                | ニューススタジオから山陰地方のニュースを伝える。                                                                                              |
| 16:35頃 | 木曜                            | プレゼントコーナー              | |
| 16:36頃 | 金曜                            | na-naおでかけ情報               | 日本海テレビのウェブマガジンna-na（ナーナ）からおでかけ情報を紹介する。                                                                       |
| 16:39頃 | 月曜・水曜 - 金曜               | ニュースコーナー                | ニューススタジオから山陰地方のニュースを伝える。                                                                                              |
| 16:40頃 | 火曜                            | ゆーきの火曜マジックSHOW!!      | ゆーきがマジックを演じる。 |
| 16:44頃 | ワンポイント気象情報            | ワンポイント気象情報            | 町田が担当。山陰地方の天気を伝える（日によっては全国の天気も伝えることもある。）。                                                            |
| 16:48頃 | きょうの『ニュースevery日本海』 | きょうの『ニュースevery日本海』 | アシスタントがこの後の『ニュースevery日本海』18時台ローカルパートの予告を伝える。                                                             |
| 16:49頃 | エンディング                    | エンディング                    | |
| 16:50   | 終了                            | 終了                            | 『ニュースevery日本海』（『news every.・第2部』）へステブレレスで接続。                                                                       |

### 過去に放送されたコーナー
- ゲストの1週間
ゲストがスマートフォンで撮影した写真をのぞき見してゲストの1週間を探る。

## 備考
- 当番組の開始に伴って番組の編成を大幅に変更した。これに伴い、『ニュースevery日本海』では2023年4月7日をもって祝日編成の場合を除き『news every.・第1部』のネット受けを取りやめている。ただし、年末年始やお盆、ゴールデンウィーク、祝日には当番組の放送を休止するため、『news every.・第1部』を臨時でネット受けする[注 1][注 2][注 3]。
- 2023年4月10日は平井伸治（鳥取県知事）[注 30]がゲスト出演した。また、ニュースコーナー（中尾真亜理（日本海テレビアナウンサー）が担当予定）を休止した。
- 2023年4月13日は江原朋美（整理収納アドバイザー）がRINAの代役として出演した。
- 2023年5月10日は福谷貞夫（日本海テレビアナウンサー）が中尾真亜理の代役としてアシスタントを担当した。
- 2023年5月16日は中尾真亜理（日本海テレビアナウンサー）が福谷貞夫の代役としてアシスタントを担当した。
- 2023年5月22日は稲田茂（元エフエム山陰アナウンサー、日野高校魅力向上コーディネーター）が川口和久の代役として出演した。
- 2023年6月9日・7月21日は佐伯諒子（元とっとり観光親善大使、モデル）が川口覚の代役として出演した。
- 2023年6月23日は江原朋美（整理収納アドバイザー）が今中美栄の代役として出演した。
- 2023年6月30日は歌広場淳（ゴールデンボンバー（Be-su））がゲスト出演した[61][62][63][64][65][66][67][注 31]。また、「中継 おじゃまします」を休止した。
- 2023年7月13日は鳥取県に記録的短時間大雨情報が発表されたため、ニュースコーナーを16:23頃に変更した[注 32]。また、木曜日であるが、「わかるよ。タダね」を休止し「中継 おじゃまします」に変更した[68][69]。
- 2023年7月24日は渡世唱子（イベント仕掛け人・山陰三ッ星マーケット代表）が江原朋美の代役として出演した。
- 2023年7月28日は『こくみん共済coopカップ 第39回全山陰U-12サッカー選手権大会』を15:50 - 16:45に、『もぎたて いっちゃんじょうほう』を16:45 - 16:50に放送のため、臨時に休止した[70][71][注 33][注 34]。
- 2023年7月31日は「ゆーきニナル?」を「中継 おじゃまします」と同様の構成に変更し、7月29日に新駅舎、駅ビル「シャミネ米子」、南北自由通路「がいなロード」の供用を開始した米子駅（鳥取県米子市）から中継した。また、同日の『ニュースevery日本海』でも米子駅から中継した[注 35]。
- 2023年8月は夏休み特別企画として、下記の変更が行われた。
  - 8月3日・7日は月曜「ゆーきニナル?」・木曜「わかるよ。タダね」を「こどもキャスター」に変更し、小学生がニューススタジオから山陰地方のニュースを伝えた[72][73][74][75]。
  - 8月1日・8日・22日は火曜「ゆーきの火曜マジックSHOW!!」を「ゆーきの火曜マジック教室」に変更し、ゆーきと小学生がマジックを演じた[76][77]。
- 8月最終週は、週末に放送される『24時間テレビ 「愛は地球を救う」』にあわせて、ニュースコーナーを除く出演者全員がチャリTシャツを着用している。
- 2023年8月29日は市谷沙織（麒麟のまち観光局、元とっとり観光親善大使、料理家）が川口覚の代役として出演した。
- 2023年8月31日は真壁刀義（プロレスラー、俳優、タレント）[注 5]がゲスト出演した[78][79][80][注 36]。また、同日から岩本泰平（日本海テレビアナウンサー）がアシスタントも担当するようになった。
- 2023年9月1日からは倉本まりな（木曜ゲスト、とっとり観光親善大使）が「中継 おじゃまします」も担当するようになった。
- 2023年9月5日からは火曜ゲストの1人は週替わりとなり、渡世唱子（イベント仕掛け人・山陰三ッ星マーケット代表）が水曜から火曜へ、山本暁子（ITエンジニア・猟師）が火曜から水曜へ、それぞれ変更となり、川口覚（俳優）は金曜のみの出演となった[81]。
- 2023年9月21日は白濱美兎（モデル、タレント）[注 5]がゲスト出演し、TADA・白濱の担当番組でもある『ぷら★ドラ』（2023年9月26日 - 、隔週火曜22:54 - 23:00）の告知を行った[82][83][84][85][86][87]。また、この日は岩本泰平（日本海テレビアナウンサー）がアシスタント、左右田禎子（日本海テレビアナウンサー）がニュースコーナーを担当した[88]。
- 2023年9月22日は中尾真亜理（日本海テレビアナウンサー）が「SPARK!!SOUND!!SHOW!! ”音樂” -Final Series-」（なんばHatch（大阪市浪速区）。『オンガクお嬢Remix』#111（2023年11月12日）にて放送された。）の取材のため休演し、左右田禎子（日本海テレビアナウンサー）がアシスタントを担当した。また、同日からはRINA（木曜ゲスト、元しまね観光大使・シンガーソングライター）が「中継 おじゃまします」も担当するようになった。
- 2023年9月25日は「話題のピックアップ」を今朝の朝刊から気になる話題をピックアップして紹介するコーナー1本（通常は2 - 3本）と、前週放送した『ニュースevery日本海』で放送された内容のうち1本を取り上げて紹介するコーナー（本来は「ゆーきニナル?」のコーナーである。9月19日放送分「姉妹都市提携60周年…釧路市と鳥取市の縁とは?」のうち、北海道釧路市の鳥取神社で開催された「くしろおんなずもう大会」に鳥取県から初めて4人の女性（そのうちの1人が江原朋美（月曜ゲスト））が出場した内容であった。）に変更し、「ゆーきニナル?」をインボイス制度を専門家がわかりやすく解説するコーナーに変更し、鳥取税務署の広報担当と国税庁のイータ君がゲスト出演した[89][90]。
- 2023年9月29日は中尾真亜理（日本海テレビアナウンサー）[注 5]が「虎の穴PR大使」として、日本海テレビ開局65周年記念番組『令和版 虎の穴 ～そこに飛び込む理由～』（9月30日 15:00 - 15:55、日本海テレビ制作、日テレ系28局ネット[注 37]。）[91][92][93][94][95][96][97][98][99][100][101]の番組宣伝、『1ちゃん!日本海テレビ』のYouTubeで『令和版 虎の穴 ～そこに飛び込む理由～』と『ガンバレルーヤの週末移住バラエティ 冠ルーヤ』#91（9月30日 16:25 - 16:55）の実況生配信（9月30日 14:30頃 - 17:00頃）[102][103]の告知を兼ねてゲスト出演した[104][105][106]。『令和版 虎の穴 ～そこに飛び込む理由～』に出演するハライチ（岩井勇気・澤部佑）もVTR出演した。このため、この日は左右田禎子（日本海テレビアナウンサー）がアシスタントを担当した。なお、同日の『ニュースevery日本海』では中尾がサブキャスター（小林沙貴の代役）兼「虎の穴PR大使」として出演した[107][108][109]。
- 2023年10月11日は鳥取県大山町の住宅で3人が死亡しているのが見つかったニュースを伝えるため、アシスタントの三浦康暉（日本海テレビアナウンサー）がニュースコーナーを兼務し、中山紗希（日本海テレビアナウンサー）が現場からの中継を担当した。なお、同日の『ニュースevery日本海』では小林沙貴（日本海テレビアナウンサー）がサブキャスターと「読み解く」、中山紗希（日本海テレビアナウンサー）・前田俊博（日本海テレビ島根総局報道記者）が現場からの中継を担当した。
- 2023年10月12日は「話題のピックアップ」のコーナーで左右田禎子（日本海テレビアナウンサー）がファッションショー「ミューズフェス2023」（2023年10月9日、松江テルサ（島根県松江市））が開催された山陰中央新報の記事を伝えた[110][111]。なお、「ミューズフェス」は、RYOKO（佐伯諒子）[112]、つぐひと[113]、リオ[114]、長谷川樹生[115]、MARINA（倉本まりな）[116][117]も出演し、日本海テレビもブース出店した[118][119]。
- 2023年10月18日は「話題のピックアップ」のコーナーで三浦康暉（日本海テレビアナウンサー、バンメル鳥取ミッドフィールダー）[120]が「第47回鳥取県サッカーリーグ トップリーグ キルシェン×バンメル鳥取」（2023年10月15日、どらドラパーク米子陸上競技場）で追加タイムで三浦がダメ押しゴールを決め、3-0で勝利[121]し、首位に浮上した日本海新聞の記事を伝えた[122][123]。
- 2023年10月19日はニュースコーナーで中山紗希（日本海テレビアナウンサー）がファッションショー「ミューズフェス2023」（2023年10月9日、松江テルサ（島根県松江市））[111]が開催され、RYOKO（佐伯諒子）、つぐひと、リオ、長谷川樹生、MARINA（倉本まりな）も出演したニュースを伝えた。なお、同日の『NNNストレイトニュース』でも中山がこのニュースを伝えた。また、この日は岩本泰平（日本海テレビアナウンサー）がアシスタントを担当した。
- 2023年10月25日は六代目桂文吾（落語家）が山本暁子の代役として出演した。
- 2023年10月26日は「ワンポイント気象情報」で町田朱理（オフィス気象キャスター気象予報士）が日本海テレビ本社前から山陰地方の天気を伝えた。
- 2023年10月31日は渡世唱子・別府克彦（サウンドクリエーター）がゲストとして出演した。この日は「350キロリポート」を休止し、クァルテット・インダコがスタジオで生演奏を行った[124][125]。なお、別府はこの日のエフエム山陰『中尾真亜理の月刊FMお嬢』のプロデューサーを担当した。
- 2023年11月1日は「ワンポイント気象情報」で町田朱理（オフィス気象キャスター気象予報士）が日本海テレビ本社前から山陰地方の天気を伝えた。また、この日は左右田禎子（日本海テレビアナウンサー）がアシスタントを担当した[125]。
- 2023年11月2日からは木曜ゲストは週替わり（倉本まりな・RINAは隔週交代）となった。この日は倉本まりな・六代目桂文吾（落語家）がゲストとして出演し、岩本泰平（日本海テレビアナウンサー）がアシスタントを担当し、また、鳥取県立鳥取工業高等学校の生徒が生出演し、鳥取YEG高校生ビジネスプランコンテスト[注 38]において、『おびわんっ!』と協力して高校生が主体となった番組制作やSNSを使った宣伝を提案し、最優秀賞を受賞したことを報告した。番組内で『カラダWEEK』（11月5日 - 11月12日）の告知を行った[126][20][125]。
- 2023年11月3日は祝日編成ならびに翌日（11月4日）の「第102回全国高等学校サッカー選手権大会鳥取県大会決勝戦 米子北 × 鳥取城北」（11:55 - 13:50（最大延長30分）、Axisバードスタジアム（鳥取県鳥取市））の中継準備によるスタッフ確保のため放送を休止し、『ニュースevery日本海』の番組タイトルで『news every.・第1部』を臨時で同時フルネットした。
- 2023年11月6日は佐伯諒子（元とっとり観光親善大使、モデル）が川口和久の代役として出演した[127]。
- 2023年11月8日は中尾真亜理（日本海テレビアナウンサー）がアシスタントを担当した[128]。
- 2023年11月9日はニュースコーナーを16:22頃、「話題のピックアップ」を16:26頃、プレゼントコーナーを16:41頃に変更、「わかるよ。タダね」を休止し、伝統芸能「麒麟獅子舞」をスタジオで披露した。なお、木曜日であるが16:40頃に「na-naおでかけ情報」（通常は金曜日であるが、2023年11月10日は放送休止となるため。）を放送した。また、この日はRINA・稲田茂（元エフエム山陰アナウンサー、日野高校魅力向上コーディネーター）がゲストとして出演し、三浦康暉（日本海テレビアナウンサー）がアシスタントを担当した[129][130][21]。
- 2023年11月10日は翌日（11月11日）の「第102回全国高等学校サッカー選手権大会島根県大会決勝戦 立正大淞南 × 益田東」（11:55 - 13:50（最大延長30分）、島根県立浜山公園陸上競技場（島根県出雲市））の中継準備によるスタッフ確保のため、放送を休止し、15:50 - 16:20は通常通り金曜「おびバラ」枠（『ガンバレルーヤの週末移住バラエティ 冠ルーヤ』#94（2023年11月4日放送分の再放送））、16:20 - 16:50は『パンパンパン パンパンパン パンパンパンパンパンパンパン』#1（テレビ東京制作。2023年9月5日放送分）を放送した。
- 2023年11月16日は倉本まりな・立岡ほたる（車いすバスケットボール女子日本代表）がゲストとして出演し、中尾真亜理（日本海テレビアナウンサー）がアシスタントを、中山紗希（日本海テレビアナウンサー）がニュースコーナーをそれぞれ担当した[22][23]。
- 2023年11月17日は「ワンポイント気象情報」で町田朱理（オフィス気象キャスター気象予報士）が日本海テレビ本社前から山陰地方の天気を伝えた[131][132]。また、この日は左右田禎子（日本海テレビアナウンサー）がアシスタントを担当した。
- 2023年11月20日 - 11月24日の間は放送を休止し、11月20日 - 11月22日は『news every.・第1部』を臨時ネットした。ただし、11月23日は日本テレビで『news every.・第1部』自体が休止となり（『news every.・第2・3部』は通常通り）、11月24日は編成上の都合により『news every.・第1部』のネットを休止した。なお、この場合でも『news every.・第1部』の「くわしくッ・天気」（15:55頃）、「ワンポイント天気」（16:40頃）、『news every.・第2部』の「木原さんのお天気」（17:24頃）は差し替えなしでそのまま放送される[注 39]。
  - 2023年11月20日（月曜） - 11月22日（水曜）は祝日編成でないが、『news every.・第1部』を臨時ネットした。
  - 2023年11月23日（木曜）は祝日編成であるが、日本テレビで『news every.・第1部』が休止となったため（『news every.・第2・3部』は通常通り）、15:50 - 16:45は『買いトク探偵団』（日本テレビ制作。2023年11月18日放送分）、16:45 - 16:50は『もぎたて いっちゃんじょうほう』を放送した[注 34]。また、この日は日本テレビで『Oha!4 NEWS LIVE』が休止、『ZIP!』が6:30スタートとなったため、5:00 - 6:30は『サクマ&ピース シーズン3』#1 - #3（福島中央テレビ制作。2023年3月4日・3月11日・3月18日放送分）を放送した。
  - 2023年11月24日（金曜）は15:50 - 16:20は通常通り金曜「おびバラ」枠（『ガンバレルーヤの週末移住バラエティ 冠ルーヤ』#96（2023年11月18日放送分の再放送））、16:20 - 16:50は『サクマ&ピース シーズン3』#4（福島中央テレビ制作。2023年3月25日放送分）を放送した。
- 2023年12月4日・12月11日は「ゆーきニナル?」の内容が「3分ゆーき君」（ゆーきがギュギュっと何かを体験する。）に変更となった。
- 2023年12月4日・12月5日は福谷貞夫（日本海テレビアナウンサー）が町田朱理の代役として天気予報も担当した。
- 2023年12月7日から木曜は隔週で「わかるよ。タダね」から「わかるよ。タダね」「お買い得!今夜のメニュー品サダめ」のいずれかに変更となった。この日は「お買い得!今夜のメニュー品サダめ」で定常菜都子（日本海テレビディレクター兼アナウンサー）がエスマート田園町店（鳥取県鳥取市）から中継した。
- 2023年12月8日は佐伯諒子（元とっとり観光親善大使、モデル）が川口覚の代役として出演した。また、「中継 おじゃまします」では倉本まりながとっとり花回廊から中継した。
- 2023年12月13日は「さだつねの品サダめ」で定常菜都子（日本海テレビディレクター兼アナウンサー）が「TOTTORI文具の博覧会mini～ハッピーペーパーマーケット～」（2023年12月1日 - 12月25日、丸由百貨店5階トットリプレイス（鳥取県鳥取市））の文房具をランキング形式で紹介し、番外編として『オンガクお嬢Remix』のグッズ（iDU（イラストレーター）の作品で、オンガクお嬢（中尾真亜理（日本海テレビアナウンサー））を描いたもの。渡世唱子（火曜ゲスト）が代表を務める山陰三ッ星マーケットのブースに出品。）も紹介した。また、この日は岩本泰平（日本海テレビアナウンサー）が三浦康暉の代役としてアシスタントを担当した。
- 2023年12月14日はRINA・イチロック（SPARK!!SOUND!!SHOW!!（ドラマー））がゲストとして出演した。
- 2023年12月15日は「中継 おじゃまします」でMai（モデル）が仁風閣（鳥取県鳥取市）から中継し、「ワンポイント気象情報」で町田朱理（オフィス気象キャスター気象予報士）が日本海テレビ本社前から山陰地方の天気を伝えた。
- 2023年12月18日は「ゆーきニナル?」で江原朋美（整理収納アドバイザー）が掃除のテクニックを実演し、「ワンポイント気象情報」で町田朱理（オフィス気象キャスター気象予報士）が日本海テレビ本社前から山陰地方の天気を伝えた。
- 2023年12月19日は渡世唱子・立岡ほたる（車いすバスケットボール女子日本代表）がゲストとして出演し、「350キロリポート」を「ゆーきニナル?」に変更した。
- 2023年12月21日は「お買い得!今夜のメニュー品サダめ」で定常菜都子（日本海テレビディレクター兼アナウンサー）がまるごう東福原店（鳥取県米子市）から中継し、「ワンポイント気象情報」で町田朱理（オフィス気象キャスター気象予報士）が日本海テレビ本社前から山陰地方の天気を伝えた。
- 2023年最後の放送となる12月22日は「中継 おじゃまします」でリオ（モデル）が一畑百貨店（2024年1月14日をもって閉店。島根県松江市）から中継し、「ワンポイント気象情報」で町田朱理（オフィス気象キャスター気象予報士）が日本海テレビ本社前から山陰地方の天気を伝えた。
- 2023年12月25日 - 2024年1月8日の間は放送を休止した。その間は『ニュースevery日本海』の第1部（2023年12月25日・12月26日・2024年1月4日・1月5日。ただし1月4日は高校サッカー準々決勝（ただし日本海テレビでは地元校敗退時は準々決勝まで放送しない）のため16:05スタート。1月8日は高校サッカー決勝のため中継の延長の有無に関わらず第1部自体を休止）をネットしたり、高校サッカー特番（2023年12月27日（地元校関連）・2024年1月8日（決勝関連））、高校サッカー決勝（2024年1月8日。日本テレビを中心とした民間放送43社共同制作であるため、地元校敗退時でも準決勝（1月6日）・決勝（1月8日）は基本的に全局同時生放送（日テレ系列外局の一部は遅れネット）となる）、特別番組を放送した。
- 2024年1月11日は朝花美穂（演歌歌手）が特別ゲストとして出演した。
- 2024年1月12日は川上康祐（日本貿易振興機構 (JETRO) 鳥取所長）が今中美栄の代役として出演し、「中継 おじゃまします」で倉本まりながくにびきメッセから中継した。
- 2024年1月16日は渡世唱子・イチロック（SPARK!!SOUND!!SHOW!!（ドラマー））がゲストとして出演し、「ワンポイント気象情報」で町田朱理（オフィス気象キャスター気象予報士）が日本海テレビ本社前から山陰地方の天気を伝えた。
- 2024年1月17日は「さだつねの品サダめ」で定常菜都子（日本海テレビディレクター兼アナウンサー）がイルソイルソ日吉津店（イオンモール日吉津西館1階（鳥取県日吉津村））の韓国食品をランキング形式で紹介し、あわせて日本海テレビ開局65周年記念イベントとして「おびわんっ!マルシェ」（2024年2月17日・18日、米子コンベンションセンターBiG SHiP（鳥取県米子市）。「オンガクお嬢FES.」と同時開催）を開催することを決定した。
- 2024年1月18日は倉本まりな・佐伯諒子（元とっとり観光親善大使、モデル）がゲストとして出演し、島根県職員が「知ろう、始めようエシカル消費」（2024年1月21日、くにびきメッセ（島根県松江市）。講演会「ご縁の国とエシカル消費」を生駒芳子が、環境絵本「地球の秘密」の読み聞かせを中尾真亜理（日本海テレビアナウンサー）が、エシカルトーク・エシカルクイズを生駒・ガンバレルーヤがそれぞれ担当）を紹介した[133][134]。
- 2024年1月19日は市谷沙織（麒麟のまち観光局、元とっとり観光親善大使、料理家）が今中美栄の代役として出演し、岩本泰平（日本海テレビアナウンサー）が中尾真亜理の代役としてアシスタントを担当した。
- 2024年1月23日は「ワンポイント気象情報」で町田朱理（オフィス気象キャスター気象予報士）が日本海テレビ本社前から山陰地方の天気を伝えた。
- 2024年1月24日は岩本泰平（日本海テレビアナウンサー）が16:20頃に大雪警報が出ている鳥取駅から中継し、「ワンポイント気象情報」で町田朱理（オフィス気象キャスター気象予報士）が日本海テレビ本社前から山陰地方の天気を伝えた。なお、岩本は『NNNストレイトニュース』（ローカル枠、11:40頃）、『news every.・第1部』（日本テレビ、15:50頃、ローカルセールス枠のため、日本海テレビは非ネット（裏送りのみ））、『ニュースevery日本海』（18:20頃）でも鳥取駅から中継した[135][136]。
- 2024年1月25日はRINA・稲田茂（元エフエム山陰アナウンサー、日野高校魅力向上コーディネーター）がゲストとして出演し、ニュースコーナーで小林沙貴（日本海テレビアナウンサー）が「知ろう、始めようエシカル消費」（2024年1月21日、くにびきメッセ（島根県松江市））が開催され、生駒芳子・ガンバレルーヤ・中尾真亜理（日本海テレビアナウンサー）も出演したニュースを伝え、「ワンポイント気象情報」で町田朱理（オフィス気象キャスター気象予報士・防災士。同日付で防災士の資格を取得）が日本海テレビ本社前から山陰地方の天気を伝えた。また、この日は岩本泰平（日本海テレビアナウンサー）がアシスタントを担当した。
- 2024年1月26日は佐伯諒子（元とっとり観光親善大使、モデル）が今中美栄の代役として出演し、「中継 おじゃまします」で橋本紗也加（モデル）が大正屋醤油店（島根県安来市）から中継した。
- 2024年1月30日は渡世唱子・別府克彦（サウンドクリエーター）がゲストとして出演した。また、福谷貞夫（日本海テレビアナウンサー）がオープニングで、別府がエンディングでそれぞれエフエム山陰『中尾真亜理の月刊FMお嬢』（MCは中尾真亜理（日本海テレビアナウンサー））の告知を行った（別府は『月刊FMお嬢』のプロデューサーでもある。）。
- 2024年1月31日は「さだつねの品サダめ」が「おびわんっ!マルシェ」（担当は定常菜都子（日本海テレビディレクター兼アナウンサー））へ変更となり、「おびわんっ!マルシェ」（2024年2月17日・18日、米子コンベンションセンターBiG SHiP（鳥取県米子市）。「オンガクお嬢FES.」と同時開催。いずれも日本海テレビ開局65周年記念イベント）で「おびわんっ!ラーメン」を販売することが決定した。
- 2024年2月1日は能登半島地震からこの日で1か月が経過した。この日は倉本まりな・六代目桂文吾がゲストとして出演した。「話題のピックアップ」のコーナーで左右田禎子（日本海テレビアナウンサー）が能登半島地震発生から1か月となり、島根県内でも支援の輪が広がっている読売新聞島根版の記事を伝え、中山紗希（日本海テレビアナウンサー）がニュースコーナーで、左右田がきょうの『ニュースevery日本海』でそれぞれ『ニュースevery日本海』の告知を行った。また、「ワンポイント気象情報」で町田朱理（オフィス気象キャスター気象予報士・防災士）が日本海テレビ本社前から山陰地方の天気を伝えた。なお、同日の『ニュースevery日本海』では中山が2024年1月15日 - 1月23日にNNN取材団の記者として能登半島地震被災地を取材した経験を伝え、中山が京都大学防災研究所（京都府宇治市）と鳥取市水道局（鳥取県鳥取市）を取材し、地殻変動からの地震の研究から見えた山陰地方の今後と水道管耐震化の現状を伝えた。また、『おびわんっ!』ゲストでもある六代目桂文吾の落語家人生を密着取材した。また、『news every.・第2部』（16:50 - 17:53）を臨時にNNN枠へ変更した（オープニング画面の右上に「NNN」の文字が入っていた）。この日のNNN枠は『news every.・第2・3部』（16:50 - 18:15）となった。ただし『news every.・第1部』（15:50 - 16:50）はローカルセールス枠のままであるためネット受けせず、通常通り『東野・岡村の旅猿 プライベートでごめんなさい…』（15:50 - 16:20。日本テレビ制作。2024年1月12日放送分）および『おびわんっ!』（16:20 - 16:50）を放送した。
- 2024年2月2日は江原朋美（月曜ゲスト、整理収納アドバイザー）が今中美栄の代役として出演し、「中継 おじゃまします」でMai（モデル）がわかさ氷ノ山スキー場（鳥取県若桜町）から中継した。
- 2024年2月5日から約1週間は岩本泰平がNNN取材団の記者として能登半島地震被災地の取材を担当していたため、その間はアシスタントおよびニュースコーナーが一部変更になった。
- 2024年2月7日は左右田禎子（日本海テレビアナウンサー）が三浦康暉の代役としてアシスタントを担当した。
- 2024年2月9日は江原朋美（月曜ゲスト、整理収納アドバイザー）が今中美栄の代役として出演し、「中継 おじゃまします」でRITSU（タレント）がKAIKEテラス（鳥取県米子市）から中継した。
- 2024年2月13日は渡世唱子・佐伯諒子（元とっとり観光親善大使、モデル）がゲストとして出演し、「ゆーきの火曜マジックSHOW!!」で、ゆーき・町田朱理（オフィス気象キャスター気象予報士・防災士、マジックアシスタントとして参加）がレインボーマジックを演じた。
- 2024年2月14日は「さだつねの品サダめ」が「わかるよ。タダね」「プレゼントコーナー」（いずれも通常は木曜日）へ変更となった。
- 2024年2月15日は倉本まりな・稲田茂（元エフエム山陰アナウンサー、日野高校魅力向上コーディネーター）がゲストとして出演し、「わかるよ。タダね」「プレゼントコーナー」が「おびわんっ!マルシェ」（担当は定常菜都子（日本海テレビディレクター兼アナウンサー））へ変更となり、「おびわんっ!ラーメン」を紹介した。
- 2024年2月16日は六代目桂文吾が今中美栄の代役として出演し、「中継 おじゃまします」で中尾真亜理（お嬢。日本海テレビアナウンサー）が出演している「オンガクお嬢FES.」「おびわんっ!マルシェ」の告知VTRが放送され、倉本まりな・中尾が「おびわんっ!マルシェ」会場（2024年2月17日・18日、米子コンベンションセンターBiG SHiP（鳥取県米子市）。「オンガクお嬢FES.」と同時開催。いずれも日本海テレビ開局65周年記念イベント）から中継し、渡世唱子（火曜ゲスト。イベント仕掛け人・山陰三ッ星マーケット代表）も登場し、中尾が「おびわんっ!ラーメン」（1日100食限定）を試食した。このため、この日は岩本泰平（日本海テレビアナウンサー）がアシスタントを担当した。なお、同日の『ニュースevery日本海』でも「オンガクお嬢FES.」「おびわんっ!マルシェ」の告知VTRが放送された。
- 2024年2月19日は「ゆーきニナル?」で「おびわんっ!マルシェ」が開催されたことを伝えた。また、「おびわんっ!ラーメン」（1日100食限定）が完売した。
- 2024年2月20日は渡世唱子・くろさわかな（SNSインフルエンサー）がゲストとして出演した。
- 2024年2月21日は山本暁子（水曜ゲスト、ITエンジニア・猟師）が鳥取県議会議員鳥取市選挙区補欠選挙（3月15日告示、3月24日投開票）へ出馬する意向であることから[注 40][137]、当面は水曜ゲストが変更となり、この日は佐伯諒子（元とっとり観光親善大使、モデル）が山本暁子の代役として出演した。
- 2024年2月26日は「ゆーきニナル?」が「350キロリポート」（通常は火曜日）へ変更となり、2024年2月10日に島根県益田市で開催された「高津川たこ作り・たこ揚げ大会」（ひとまろビジョン制作）を紹介した[138]。
- 2024年2月27日は渡世唱子・川口覚（金曜ゲスト、俳優）がゲストとして出演し、「350キロリポート」が「ゆーきニナル?」（通常は月曜日）へ変更となり、川口覚とゆーきが島根県立三刀屋高等学校演劇部を訪問取材した（前編）。
- 2024年2月28日は先週に引き続き佐伯諒子（元とっとり観光親善大使、モデル）が山本暁子の代役として出演し、「さだつねの品サダめ」で定常菜都子（日本海テレビディレクター兼アナウンサー）が無印良品[注 41]のバウムクーヘンをランキング形式で紹介した。
- 2024年3月1日は市谷沙織（麒麟のまち観光局、元とっとり観光親善大使、料理家）が今中美栄の代役として出演し、「中継 おじゃまします」でai（モデル）が城下町とっとり交流館 髙砂屋（鳥取県鳥取市）から中継し、髙砂屋歳時「ひなまつり」を紹介した。また、この日は岩本泰平（日本海テレビアナウンサー）が中尾真亜理の代役としてアシスタントを担当した。なお、同日の『ニュースevery日本海』では鳥取県庁での山本暁子（水曜ゲスト、ITエンジニア・猟師）の鳥取県議会議員鳥取市選挙区補欠選挙（3月15日告示、3月24日投開票）への出馬会見（無所属（自由民主党推薦）での立候補を表明）[139]、岸本家住宅（鳥取県琴浦町）の「古民家でおひなまつり」などをそれぞれ取材した[140]。
- 2024年3月4日は冒頭でゆーきがマジックを披露し、放送開始から200回となったことを迎えたことを祝った。「ゆーきニナル?」が「350キロリポート」（通常は火曜日）へ変更となり、2024年2月4日に島根県邑南町で開催された「銭宝（）[注 42]冬季オリンピック」（おおなんケーブルテレビ制作）を紹介した。また、福谷貞夫（日本海テレビアナウンサー）がNHK総合・鳥取 『いろ★ドリ』（3月3日に日本海テレビとNHK総合・鳥取がともにテレビ放送開始65周年を迎えることによるもので、NHK総合・鳥取『いろ★ドリ』と日本海テレビ『スパイス!!』との共同企画）の「NHK鳥取×日本海テレビお宝映像対決！」へ出演するため、この日は三浦康暉（日本海テレビアナウンサー）がアシスタントを担当した[141]。なお、同日の『ニュースevery日本海』は神岡遼（日本海テレビアナウンサー）がメインキャスターを担当した。
- 2024年3月5日は渡世唱子・川口覚（金曜ゲスト、俳優）がゲストとして出演し、「350キロリポート」が「ゆーきニナル?」（通常は月曜日）へ変更となり、先週に引き続き川口覚とゆーきが島根県立三刀屋高等学校演劇部を訪問取材し、生徒ともに実演した（後編）。
- 2024年3月6日は江原朋美（月曜ゲスト、整理収納アドバイザー）が山本暁子の代役として出演し、「さだつねの品サダめ」で定常菜都子（日本海テレビディレクター兼アナウンサー）がカインズの花粉症対策グッズをランキング形式で紹介し、江原がランキング2位の「ケースが要らないワイヤーフレーム衣類用クリーナーミニ」の使い方を説明した。
- 2024年3月8日は川上康祐（日本貿易振興機構 (JETRO) 鳥取所長）が今中美栄の代役として出演し、「中継 おじゃまします」で橋本紗也加（モデル）が松江テルサ（島根県松江市）から中継し、「第34回全国椿サミット松江大会（一般来場者向けプログラム）」（2024年3月9日）を紹介した[142]。また、この日は岩本泰平（日本海テレビアナウンサー）が中尾真亜理の代役としてアシスタントを担当した。
- 2024年3月12日はゆーきがエンディングで2024年3月29日をもって『おびわんっ!』を終了することを発表した[8]。
- 2024年3月13日は佐伯諒子（元とっとり観光親善大使、モデル）が山本暁子の代役として出演し、「さだつねの品サダめ」が特別コーナーへ変更となり、岡本圭人（俳優）が出演した[8]。
- 2024年3月14日は「わかるよ。タダね」が「さだつねの品サダめ」（通常は水曜日）へ変更となり、定常菜都子（日本海テレビディレクター兼アナウンサー）が丸由百貨店の送別の品をランキング形式で紹介した。また、この日は岩本泰平（日本海テレビアナウンサー）がアシスタントを担当した。
- 2024年3月15日は市谷沙織（麒麟のまち観光局、元とっとり観光親善大使、料理家）が今中美栄の代役として出演し、「中継 おじゃまします」でakari（モデル）がシャミネ鳥取（鳥取駅直結。鳥取県鳥取市）から中継した。
- 2024年3月20日（水曜）は祝日編成のため、放送を休止。なお、日本テレビで『news every.・第1部』が休止となるため（『news every.・第2・3部』は通常通り）、15:50 - 16:45は『買いトク探偵団』（日本テレビ制作。2024年3月10日放送分）、16:45 - 16:50は『もぎたて いっちゃんじょうほう』を放送した[注 34]。
- 2024年3月22日はくろさわかな（SNSインフルエンサー）が今中美栄の代役として出演し、「中継 おじゃまします」で倉本まりなが「よなご・マルシェ2024」会場（2024年3月23日・24日、湊山公園（鳥取県米子市））から中継した。
- 2024年3月25日は町田朱理（オフィス気象キャスター気象予報士・防災士）が「ワンポイント気象情報」で菜種梅雨（写真は定常菜都子（日本海テレビディレクター兼アナウンサー）が提供した）を紹介した。また、「きょうの『ニュースevery日本海』」では、『news every.』のリニューアルにあわせて、『ニュースevery日本海』で使用している『news every.』準拠のテロップ、アニメーションもリニューアルされた。なお、同日の『ニュースevery日本海』でも中山紗希（日本海テレビアナウンサー）と町田が「町田朱理の明日がもっと明るくなる天気情報」で菜種梅雨（内容は『おびわんっ!』と同一）を紹介した。
- 2024年3月26日は渡世唱子・別府克彦（サウンドクリエーター）がゲストとして出演した[注 43]。
- 2024年3月27日は稲田茂（元エフエム山陰アナウンサー、日野高校魅力向上コーディネーター）が山本暁子の代役として出演した。また、中尾真亜理（日本海テレビアナウンサー）がニュースコーナーを担当した[注 44]。
- 2024年3月28日は三浦康暉（日本海テレビアナウンサー）がニュースコーナーで、松江地方気象台の調査官が敷地内にあるソメイヨシノの標本木で11輪の花の開花を確認し、島根県松江市の桜の開花を発表したニュースを伝えた（『NNNストレイトニュース』（ローカル枠、11:40頃）[143]、『ニュースevery日本海』でも放送されたほか、『news every.・第1部』「きょうの1日」（日本テレビ、16:43頃、ローカルセールス枠のため日本海テレビは非ネット）にも裏送りされた[144]）。
- 2024年3月29日は「最終回 大集合！大騒ぎ1時間スペシャル」（15:50 - 16:50）を放送した。島根県で活動する女性ピアノ弾き語りデュオ「よもぎ」（森山菜穂子・塩野佳代子）が番組テーマソング「ピクニック」を生演奏し、TADA（即興書家・ラジオパーソナリティ）がMC、川口和久（元プロ野球選手（投手）・コーチ、解説者・タレント）・江原朋美（整理収納アドバイザー）・川口覚（俳優）・渡世唱子（イベント仕掛け人）・醍醐靖幸（雲樹寺住職）・倉本まりな（とっとり観光親善大使）・RINA（シンガーソングライター・元しまね観光大使）・六代目桂文吾（落語家）・稲田茂（元エフエム山陰アナウンサー・日野高校魅力向上コーディネーター）がゲストとして、中尾真亜理（日本海テレビアナウンサー）がアシスタントとして出演した。「中継 おじゃまします」でエフエム山陰本社スタジオ（島根県松江市）から生中継し、『ゆーきのゴーイブFRIDAY!』（金曜17:05 - 18:00）のMCでもあるゆーき（マジシャン・ラジオパーソナリティ・保育士）とスタッフでもある別府克彦（サウンドクリエーター）が出演し、「ゆーきのマジックSHOW!!」でゆーきがマジックを演じた。「さだつねの品サダめ」で定常菜都子（日本海テレビディレクター兼アナウンサー）が名場面を紹介し、川口和久・江原が「おびわんっ!マルシェ」で販売された「おびわんっ!ラーメン」を試食した。「350キロリポート」では日本海テレビ本社ロビーで山陰地方の芸能を生で披露した。「350キロリポート」（その1）では因幡麒麟獅子舞の会（鳥取県鳥取市）が麒麟獅子舞を披露し、岩本泰平（日本海テレビアナウンサー）がインタビューした。「生でわかるよ。タダね」ではTADAがRINA・桂・醍醐の相談に答えた。「350キロリポート」（その2）では安来節保存会（島根県安来市）が安来節を披露し、三浦康暉（日本海テレビアナウンサー）がインタビューした。「350キロリポート」（その3）では出羽（）神楽団（島根県邑南町）が石見神楽を披露し、左右田禎子（日本海テレビアナウンサー）がインタビューした。ニュースコーナーは福谷貞夫（日本海テレビアナウンサー）が担当し[注 45]、鳥取地方気象台の調査官が久松公園（鳥取県鳥取市）にあるソメイヨシノの標本木で5輪の花の開花を確認し、鳥取県鳥取市の桜の開花を発表したニュースなどを伝えた。「ワンポイント気象情報」で町田朱理（オフィス気象キャスター気象予報士・防災士）が日本海テレビ本社前から山陰地方の天気を伝えた。なお、『DRAMATIC BASEBALL 2024「巨人×阪神 開幕戦」』（18:10 - 20:54（最大延長30分））編成のため、『ニュースevery日本海』は16:50 - 18:10に変更され（『news every.・第2部』を休止とし、『news every.・第3部』を16:50 - 18:10（NNN枠は16:50 - 17:15）に繰り上げ。この日に限り第2部の「5時コレ」「木原さんのお天気」「気になるミダシ」は第3部関東ローカル枠（17:15 - 18:10、日本海テレビは非ネット）に移動）、鳥取県鳥取市の桜の開花を発表したニュース（内容は『おびわんっ!』と同一）などを伝えた[145]。
- 当番組の終了に伴い、『ニュースevery日本海』では2024年4月1日から『news every.・第1部』のネット受けを再開し、『news every.・第1部』を15:50 - 16:45に、『news every.・第2部』を16:45 - 17:53にそれぞれ変更した。なお、以前と異なり、第1部の「くわしくッ･天気」「ワンポイント天気」および第2部の「木原さんのお天気」は全て差し替えなしでそのまま放送される。